# 博爾特尼基 (日達喬夫區)
49°20′51″N 24°17′42″E / 49.34750°N 24.29500°E
博爾特尼基（烏克蘭語：Бортники），是烏克蘭西部的村莊，隸屬利維夫州的斯特雷區。該村面積1.94平方公里，海拔高度247米，2022年人口900，人口密度每平方公里570.1人。